# Ed Repka
Edward J. Repka (ur. 22 października 1960 w Nowym Jorku) – amerykański grafik. Znany jest przede wszystkim jako twórca okładek do wydawnictw muzycznych dla amerykańskiego zespołu thrashmetalowego Megadeth. Jego prace znalazły się na singlach Holy Wars... The Punishment Due (1990) i Hangar 18 (1990) oraz albumach Peace Sells... But Who’s Buying? (1986) i Rust in Peace (1990) tegoż zespołu.
Repka tworzył ponadto okładki do albumów muzycznych m.in. takim zespołom jak: Circle Jerks, Misfits, Venom, Atheist, Dark Angel, Death, Killjoy, Massacre, Merciless Death, Nuclear Assault, Possessed, Toxik oraz Vio-lence, a także dla młodszych metalowych zespołów: 3 Inches of Blood, Suicidal Angels, Toxic Holocaust, Condition Critical, Whiplash, Municipal Waste.